# Kelvin Hall
El Kelvin Hall en Glasgow, Escocia, al norte del Reino Unido es un recinto de uso mixto de artes y deportes que abrió sus puertas como un centro de exposiciones en 1927. Ha sido un teatro de variedades, pabellón deportivo y fábrica de globos aluvión, y es actualmente el hogar de la Kelvin Hall International Sports Arena y desde 1987 hasta 2010, del Museo del Transporte de Glasgow. Está bajo un estatus especial como edificio protegido de categoría B, y es servido por la estación de metro Kelvinhall.
A partir de 2014, todas las instalaciones deportivas activas han sido suspendidas temporalmente por una remodelación que concluirá en 2016. Mientras tanto, el edificio ha servido como el Centro de Acreditación para los Juegos de la Commonwealth 2014 en Glasgow. Ha sido usado para deportes como el boxeo y el voleibol.
El Museo del Transporte se encontraba  en el Kelvin Hall hasta 2010, atrayendo a más de 500.000 visitantes al año a sus muchas exposiciones de importancia nacional e internacional. Se trasladó al edificio del Riverside Museum en el puerto de Glasgow en junio de 2011.